# In Through The Out Door
In Through The Out Door este al optulea album de studio al trupei engleze de rock Led Zeppelin și ultimul înregistrat înainte de moartea lui John Bonham și destrămarea formației din 1980. A fost înregistrat pe parcursul a trei săptămâni în noiembrie și decembrie 1978 la studiourile grupului ABBA, Polar în Stockholm, Suedia și lansat de Swan Song Records pe 15 august 1979. In Through The Out Door a fost al șaselea și ultimul disc ce a ajuns pe primul loc în America.

## Tracklist
1. "In The Evening" (John Paul Jones, Jimmy Page, Robert Plant) (6:49)
2. "South Bound Saurez" (Jones, Plant ) (4:12)
3. "Fool in The Rain" (Jones, Page, Plant) (6:12)
4. "Hot Dog" (Page, Plant) (3:17)
5. "Carouselambra" (Jones, Page, Plant) (10:32)
6. "All My Love" (Jones, Plant) (5:51)
7. "I'm Gonna Crawl" (Jones, Page, Plant) (5:30)

## Single-uri
- "Fool in The Rain" (1979)
- "Hot Dog" (1979)

## Componență
- John Bonham - baterie
- John Paul Jones - chitară bas , claviaturi
- Jimmy Page - chitară acustică și electrică , producător
- Robert Plant - voce